# Bulbophyllum xanthotes
Bulbophyllum xanthotes là một loài phong lan thuộc chi Bulbophyllum.